# John Powell (zeneszerző)
John Powell (London, 1963. szeptember 18. –) Primetime Emmy-díjas brit filmzeneszerző.

## Életrajza
Powell gyermekként hegedülni tanult, majd a londoni Szentháromság Zenei Főiskolán tanult. Később belekóstolt a dzsessz- és rockzenébe, játszott a The Fabulistics nevű soulbandában. A főiskola befejeztével reklámokhoz szerzett zenét, ami révén munkát kapott Patrick Doyle zeneszerző asszisztenseként több filmben, így a Sok hűhó semmiértben is.
1995-ben társalapítója volt a londoni Independently Thingking Music-nek, ami több, mint száz brit és francia reklám, illetve független film zenéjét biztosította. Powell egyike a Remote Control (korábban Media Ventures) zeneszerző-csapatának, alkotói stílusa ötvözi a tradicionális zenekart a modernebb, szintetizátoros elemekkel.
Mióta 1997-ben az Amerikai Egyesült Államokba költözött, Powell számos népszerűnek bizonyuló akció- és animációs film score-ját készítette el, így A Bourne-rejtély és folytatásai, a Mr. és Mrs. Smith, az Így neveld a sárkányodat, a Shrek és a Jégkorszak 2. – Az olvadás dallamai is az ő nevéhez fűződnek.
Ma Los Angelesben él, felesége Melinda Lerner fotográfus. Egy kisfiuk van, öt macskát és egy kutyát tartanak.

## Munkái
| Év   | Magyar cím                         | Eredeti cím                            | Megjegyzés |
| ---- | ---------------------------------- | -------------------------------------- | --- |
| 2012 | Jégkorszak 4. – Vándorló kontinens | Ice Age: Continental Drift             | |
| 2012 |                                    | The City                               | |
| 2012 | Lorax                              | Lorax                                  | |
| 2011 | Táncoló talpak 2.                  | Happy Feet 2                           | |
| 2011 |                                    | Kung Fu Panda: Secrets of the Masters  | rövid animációs film |
| 2011 |                                    | Dragons: Gift of the Night Fury        | rövid animációs film |
| 2011 |                                    | Book of Dragons                        | rövid animációs film |
| 2011 |                                    | Kung Fu Panda 2                        | |
| 2011 |                                    | Rio                                    | |
| 2011 | Anyát a Marsra                     | Mars Needs Moms!                       | |
| 2010 |                                    | The last shot 2                        | rövidfilm |
| 2010 |                                    | Kung Fu Panda Holiday Special          | rövid animációs film |
| 2010 |                                    | Legend of the Boneknapper Dragon       | rövid animációs film |
| 2010 |                                    | Fair Game                              | |
| 2010 | Kéjjel-nappal                      | Knight and Day                         | |
| 2010 | Így neveld a sárkányodat           | How to train your dragon!              | Oscar-díjra jelölve |
| 2010 | Zöld Zóna                          | Green Zone                             | |
| 2009 | Jégkorszak 3. – A dínók hajnala    | Ice Age: Dawn of the Dinosaurs         | |
| 2008 | Volt                               | Bolt                                   | |
| 2008 | Hancock                            | Hancock                                | |
| 2008 | Kung Fu Panda                      | Kung Fu Panda                          | |
| 2008 | A sereg nem enged                  | Stop Loss                              | |
| 2008 | Horton                             | Horton Hears a Who!                    | |
| 2008 | Hipervándor                        | Jumper                                 | |
| 2007 | P. S. I Love You                   | P.S. I Love You                        | |
| 2007 | A Bourne-ultimátum                 | The Bourne Ultimatum                   | |
| 2006 | Táncoló talpak                     | Happy Feet                             | |
| 2006 | X-Men: Az ellenállás vége          | X-Men: The Last Stand                  | |
| 2006 | A United 93-as                     | United 93                              | |
| 2006 | Jégkorszak 2. – Az olvadás         | Ice Age: The Meltdown                  | |
| 2005 | Mr. és Mrs. Smith                  | Mr. & Mrs. Smith                       | ASCAP Film and Television Music Award: Top Box Office Film                                                                                                 |
| 2005 | Robotok                            | Robots                                 | Ian Ballal közösen; ASCAP Film and Television Music Award: Top Box Office Film                                                                             |
| 2005 | Csak lazán!                        | Be Cool                                | |
| 2004 | Alfie                              | Alfie                                  | Mick Jaggerrel és Dave Stewarttal közösen |
| 2004 | Mr. 3000                           | Mr. 3000                               | Vernon Reiddel közösen |
| 2004 | A Bourne-csapda                    | The Bourne Supremacy                   | ASCAP Film and Television Music Award: Top Box Office Film                                                                                                 |
| 2003 | A felejtés bére                    | Paycheck                               | |
| 2003 | Gengszter románc                   | Gigli                                  | |
| 2003 | Az olasz meló                      | The Italian Job                        | ASCAP Film and Television Music Award: Top Box Office Film                                                                                                 |
| 2003 | ÖcsiKém                            | Agent Cody Banks                       | |
| 2003 | Raboljuk el Sinatrát!              | Stealing Sinatra                       | |
| 2002 | Két hét múlva örökké               | Two Weeks Notice                       | |
| 2002 | Dobszóló                           | Drumline                               | |
| 2002 | Pluto Nash                         | The Adventures of Pluto Nash           | |
| 2002 | A Bourne-rejtély                   | The Bourne Identity                    | ASCAP Film and Television Music Award: Top Box Office Film                                                                                                 |
| 2002 | D-Tox                              | D-Tox                                  | tévéfilm |
| 2001 | Nevem Sam                          | I Am Sam                               | |
| 2001 | Üldözési mánia                     | Rat Race                               | |
| 2001 | Evolúció                           | Evolution                              | |
| 2001 |                                    | Shrek in the Swamp Karaoke Dance Party | rövidfilm; Harry Gregson-Williamsszel közösen |
| 2001 | Shrek                              | Shrek                                  | Harry Gregson-Williamsszel közösen; ASCAP Film and Television Music Award: Top Box Office Film; Annie Award: Kiemelkedő zenei teljesítmény, animációs film |
| 2001 | Reszkess, Amerika!                 | Just Visiting                          | rövidfilm; Harry Gregson-Williamsszel közösen |
| 2000 | Csibefutam                         | Chicken Run                            | Harry Gregson-Williamsszel közösen; ASCAP Film and Television Music Award: Top Box Office Film                                                             |
| 2000 | Irány Eldorádó                     | The Road to El Dorado                  | Hans Zimmerrel közösen |
| 1999 | Robbanáspont                       | Chill Factor                           | Hans Zimmerrel közösen |
| 1999 | Mint a hurrikán                    | Forces of Nature                       | |
| 1999 |                                    | Endurance                              | |
| 1998 | Z, a hangya                        | AntZ                                   | Harry Gregson-Williamsszel közösen; ASCAP Film and Television Music Award: Top Box Office Film                                                             |
| 1998 |                                    | With Friends Like These…               | |
| 1998 |                                    | Human Bomb                             | tévéfilm |
| 1997 | Ál/Arc                             | Face/Off                               | ASCAP Film and Television Music Award: Top Box Office Film                                                                                                 |
| 1996 |                                    | High Incident                          | tévéfilm |
| 1996 |                                    | Je suis ton châtiment                  | rövidfilm |
| 1994 |                                    | Les escarpins sauvages                 | rövidfilm; Margaret Freemannel közösen |
| 1994 |                                    | The Wild Heels                         | animációs rövidfilm |
| 1989 |                                    | Stay Lucky                             | tévéfilm |

## Fordítás
- Ez a szócikk részben vagy egészben  a   John_Powell című angol Wikipédia-szócikk fordításán alapul.  Az eredeti cikk szerkesztőit annak laptörténete sorolja fel. Ez a jelzés csupán a megfogalmazás eredetét és a szerzői jogokat jelzi, nem szolgál a cikkben szereplő információk forrásmegjelöléseként.